# Aida Navarro
Aida Navarro (sinh ngày 17 tháng 10 năm 1937), là một giọng nữ trầm người Venezuela, sinh ra ở Caracas.
Bà học hát trữ tình ở Venezuela, Mỹ và ở Vienna, Áo. Bà ấy đã xuất sắc trong nhiều buổi trình diễn nhạc opera và thính phòng ở Châu Âu và Châu Mỹ Latinh. Năm 1967, bà được trao giải thưởng cho Người biểu diễn nhạc thính phòng hay nhất ở Rio de Janeiro. Bà là người đồng sáng lập của nhóm nhạc Venezuela Quinteto Contrapunto.
Sau khi trở thành một phần của nhóm nhạc trong vài năm và biểu diễn trong một số buổi thuyết trình và nhạc kịch thính phòng khác, bà dành cả cuộc đời để dạy hát trữ tình và trở thành một trong những nhân vật quan trọng nhất trong giáo dục thanh nhạc ở Venezuela. 

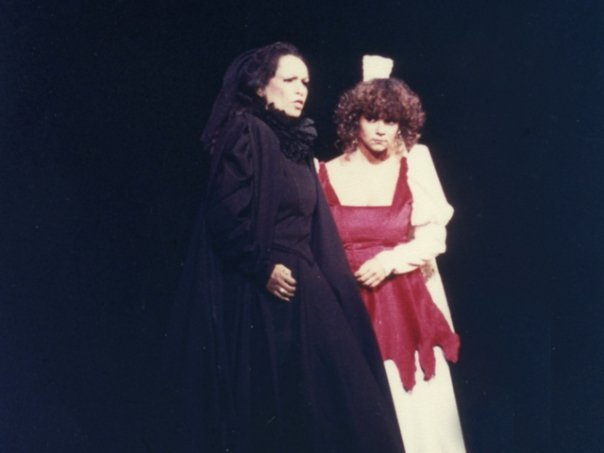